# Томас Йоанес Стілтьєс (молодший)
Томас Йоанес Стілтьєс (молодший) (нід. Thomas Joannes Stieltjes jr.), (29 грудня 1856, Зволле — 31 грудня 1894, Тулуза) — нідерландський математик, професор університету в Тулузі, член Нідерландської академії наук. Основні наукові роботи присвячені математичному аналізу, зробив значний внесок у дослідження ланцюгових дробів.

## Життєпис
Народився в нідерландському місті Зволле в родині Томаса Йоанеса Стілтьєса (старшого), інженера-будівельника, який вславився, серед іншого, будівництвом портів Роттердама і політика — члена парламенту.
1873 року молодий Стілтьєс розпочав навчання у Політехнічній школі Делфта. Проте, замість того, щоб відвідувати лекції він захопився вивчанням праць Карла Ґаусса та Карла Якобі. Це стало причиною того, що він не здав іспити. Дві наступні чергові спроби здати іспити в 1875 i 1876 роках були провалені. Тоді батько, який приятелював з Генрікусом ван де Санде Бакгаусеном, директором обсерваторії в Лейдені, домовився про роботу сина як асистента в обсерваторії.
1882 року Стілтьєс розпочав листування з відомим французьким математиком Шарлем Ермітом. У вільний час Стілтьєс вивчав математику. Ван де Санде Бакгаусен, дозволив йому працювати над математичними задачами. 1983 року він замінив хворого професора Ф. Дж. ван де Берга в Делфтській Політехнічній школі, де читав лекції з аналітичної та описової геометрії.  Наприкінці цього ж року він звільнився з посади в обсерваторії.
Стілтьєс подав заяву на керівництво кафедри аналізу в Гронінгені, був прийнятий, але його кандидатура була відхилена Міністерством через відсутність відповідних дипломів.1884 р. Ерміт та професор Біренс де Гаан домовились, що Стілтьєс отримає почесний докторський ступінь Лейденського університету, щоб він міг стати професором. 
1885 року Стілтьєс був обраний членом Королівської академії мистецтв і наук Нідерландів. У 1889 році він був призначений професором диференціального та інтегрального числення в Університеті Тулузи на півдні Франції.
Основні наукові роботи Стілтьєса охоплюють різні розділи математичного аналізу (теорії функцій неперервних дробів, ортогональних багаточленів, наближене інтегрування тощо). Він також працював над розривними функціями, розбіжними рядами, диференціальними рівняннями, інтерполяцією, гамма-функцією та еліптичними функціями. Досліджував теорію чисел, риманові функції, теорію визначених інтегралів. Його досягнення увічнені прізвищем в назвах багатьох математичних термінів:
Інтеграл Рімана — Стілтьєса, Інтеграл Лебега — Стілтьєса, Перетворення Лапласа — Стілтьєса, Проблема моменту Стілтьєса,
Нерівності Чебишева — Маркова — Стілтьєса, Матриця Стілтьєса, Поліноми Стілтьєса — Вігерта.
Один із засновників у 1887 році математичного журналу Annales de la Faculté des Sciences de Toulouse.